# My Friends
My Friends – ballada rockowa amerykańskiej grupy Red Hot Chili Peppers, wydana na singlu w roku 1995 jako druga mała płyta promująca album One Hot Minute.

## Lista utworów
CD (1995)
1. „My Friends” (album)
2. „Coffee Shop” (album)
3. „Let’s Make Evil” (niewydane wcześniej)
4. „Stretch” (niewydane wcześniej)

CD [wersja 2] (1995)
1. „My Friends” (album)
2. „Coffee Shop” (album)
3. „Let’s Make Evil (niewydane wcześniej)

Płyta gramofonowa 12" (1995)
1. „My Friends” (album)
2. „Coffee Shop” (album)
3. „Let’s Make Evil” (niewydane wcześniej)
4. „Stretch” (niewydane wcześniej)